# Clara Pechansky
Clara Pechansky (ur. 1936 w Pelotas, Rio Grande do Sul, Brazylia) – brazylijska artystka plastyczka, projektantka, mieszka w Porto Alegre. Żona znanego brazylijskiego psychoanalityka Izaaka Pechansky'ego.

## Życiorys
W 1956 ukończyła studia na wydziale malarstwa na Uniwersytecie Federalnym w Pelotas. Następnie studiowała rysunek i historię sztuki na Uniwersytecie Federalnym Rio Grande do Sul, ukończyła naukę w 1972, do grona jej wykładowców należeli m.in. Aldo Locatelli, Glenio Bianchetti, Glauco Rodrigues, Danúbio Gonçalves i Anico Herskovits. Pracowała jako projektantka reklam oraz jako ilustratorka książek dla dzieci. W 2001 otworzyła Atelier Clara Pechansky, którego celem jest pomoc początkującym artystom w prezentacji swojej twórczości. Zainicjowała International Interchange Miniarte, które jest międzynarodowym wydarzeniem, na którym artyści prezentują dzieła sztuk wizualnych, po raz pierwszy odbyło się ono w sierpniu 2003 w Porto Alegre i od tego czasu odbywa się w różnych miastach Australii, Kanady, Irlandii Północnej, Anglii, Argentyny, Meksyku i Holandii.

## Nagrody
- Nagroda im. Nikoli Tesli Radnej Organizacija - V Biennale Projektowania i Grafiki w Tuzli, Jugosławia (1988);
- Recognition Award - Art Prospect '96 w La Jolla, USA (1996);
- Nagroda honorowa - XII Wystawa Mini Grafiki w Binghantom, USA (1997)[4].